# Fort Wayne Fusion
Die Fort Wayne Fusion waren ein Arena-Football-Team aus Fort Wayne, Indiana, das in der af2 spielte. Ihre Heimspiele trugen die Fusion im Allen County War Memorial Coliseum aus.

## Geschichte
Die Fusion wurden 2006 gegründet und nahmen den Spielbetrieb in der af2 im Jahr 2007 auf. Eigentümer war Jeremy Golden. Mike McCaffrey wurde als General Manager eingestellt und präsentierte das offizielle Logo der Fusion, welches von Fans mitgestaltet wurde.
Das erste Spiel der Franchisegeschichte wurde zuhause mit 36:28 gegen die Green Bay Blizzard vor 5.133 Zuschauern gewonnen. Die Saison beendete Fort Wayne mit fünf Siegen zu elf Niederlagen und wurde nur Vorletzter in der Midwest Division.
Die Fusion wurden schließlich nach nur einer Saison aufgelöst.

## Saisonstatistiken
| Jahr | Team              | Liga | S | N  | Playoffs erreicht | Playoffrunde |
| ---- | ----------------- | ---- | - | -- | ----------------- | ------------ |
| 2007 | Fort Wayne Fusion | af2  | 5 | 11 | nein              |              |

## Zuschauerstatistiken
| Jahr | Team              | Liga | Zuschauerdurchschnitt |
| ---- | ----------------- | ---- | --------------------- |
| 2007 | Fort Wayne Fusion | af2  | 4.306                 |